# República Democrática do Congo nos Jogos Paralímpicos de Verão de 2016
A República Democrática do Congo participou dos Jogos Paralímpicos de Verão de 2016, que foram realizados na cidade do Rio de Janeiro, no Brasil, entre os dias 7 e 18 de setembro de 2016.